# Masao Mishima
Masao Mishima (三島 雅夫 Mishima Masao?, n. 2 ianuarie 1906, Tokyo⁠(d), Tōkyō, Japonia – d. 18 iulie 1973), pe numele său real Masao Nagaoka (長岡 正雄 Nagaoka Masao?), a fost un actor japonez de teatru și film.

## Biografie
Masao Mishima a apărut în aproape 180 de filme între 1935 și 1981.

## Filmografie selectivă
- 1935: Trois sœurs au cœur pur (乙女ごころ三人姉妹 Otome-gokoro sannin shimai?), regizat de Mikio Naruse
- 1935: L'Actrice et le poète (女優と詩人 Joyu to shijin?), regizat de Mikio Naruse - un actor
- 1935: La Fille dont on parle (噂の娘 Uwasa no musume?), regizat de Mikio Naruse - bărbierul
- 1936: Tochuken Kumoemon (桃中軒雲右衛門 Kumoemon Tōchūken?), regizat de Mikio Naruse - Kurata
- 1936: Une avenue au matin (朝の並木路 Ashita no namikimichi?), regizat de Mikio Naruse
- 1937: Avalanche (雪崩 Nadare?), regizat de Mikio Naruse - Koyanagi
- 1937: Mademoiselle (お嬢さん Ojosan?), regizat de Satsuo Yamamoto
- 1938: La Classe de composition (綴方教室 Tsuzurikata kyoshitsu?), regizat de Kajirō Yamamoto - dl. Tanno
- 1938: Tsuruhachi et Tsurujiro (鶴八鶴次郎 Tsuruhachi Tsurujiro?), regizat de Mikio Naruse - Takeno
- 1940: Le Village de Tajinko (多甚古村 Tajinko-mura?), regizat de Tadashi Imai - un hoț
- 1948: Osho, le joueur d'échecs (王将 Ōshō?), regizat de Daisuke Itō
- 1949: Bagatelle au printemps (春の戯れ Haru no tawamure?), regizat de Kajirō Yamamoto[4]
- 1949: Printemps tardif (晩春 Banshun?), regizat de Yasujirō Ozu - Jo Onodera
- 1950: Ville de violence (ペン偽らず　暴力の街 Pen itsuwarazu, bōryoku no machi?), regizat de Satsuo Yamamoto
- 1950: Le Lointain Pays de ma mère (遙かなり母の国 Harukanari haha no kuni?), regizat de Daisuke Itō - Kazushichi Kineya
- 1950: Le Visage du criminel (殺人者の顔 Satsujinsha no kao?), regizat de Teinosuke Kinugasa - Nonagase
- 1950: J'ai vu des poissons fantômes (われ幻の魚見たり Ware maboroshi no sakana o mitari?), regizat de Daisuke Itō
- 1951: Le Fard de Ginza (銀座化粧 Ginza Keshō?), regizat de Mikio Naruse - Tasuzō Fujimura
- 1951: Cinq hommes d'Edo (大江戸五人男 Oedo gonin otoko?), regizat de Daisuke Itō
- 1952: La Vie d'O'Haru femme galante (西鶴一代女 Saikaku ichidai onna?), regizat de Kenji Mizoguchi - Taisaburo Hishiya[5]
- 1952: La Mère (おかあさん Okaasan?), regizat de Mikio Naruse - Ryousuke Fukuhara
- 1953: Hiroshima (ひろしま Hiroshima?), regizat de Hideo Sekigawa
- 1954: Calendrier de femmes (女の暦 Onna no koyomi?), regizat de Seiji Hisamatsu - Sakutaro Sugie
- 1954: Quartier sans soleil (太陽のない街 Taiyō no nai machi?), regizat de Satsuo Yamamoto
- 1955: Journal d'un policier (警察日記 Keisatsu nikki?), regizat de Seiji Hisamatsu - Ishiwarai, șeful poliției
- 1956: Akō Rōshi: Ten no Maki, Chi no Maki (赤穂浪士 天の巻 地の巻?), regizat de Sadatsugu Matsuda
- 1958: La Lumière des lucioles (螢火 Hotarubi?), regizat de Heinosuke Gosho
- 1959: La Condition de l'homme : Il n'y a pas de plus grand amour (人間の条件 Ningen no jōken?), regizat de Masaki Kobayashi
- 1960: Meurtre à Yoshiwara (花の吉原百人斬り Hana no Yoshiwara hyaku-nin giri?), regizat de Tomu Uchida
- 1961: Cochons et Cuirassés (豚と軍艦 Buta to gunkan?), regizat de Shōhei Imamura
- 1962: Harakiri (切腹 Seppuku?), regizat de Masaki Kobayashi
- 1965: Fantômes japonais (四谷怪談 Yotsuya kaidan?), regizat de Shirō Toyoda
- 1967: Ultimul samurai (上位討ち 拝領妻始末 Jōi uchi hairyō tsuma shimatsu?), regizat de Masaki Kobayashi - cancelarul Sanzaemon Yanase[6]
- 1970: Shin otoko wa tsurai yo (新・男はつらいよ?), regizat de Shun'ichi Kobayashi - dr. Yoshida

## Legături externe
- Masao Mishima pe Japanese Movie Database